# Токарёво (Брянская область)
Токарёво — село в Жуковском районе Брянской области, в составе Шамординского сельского поселения. 
 Расположено в 3 км к северу от деревни Шамордино. Постоянное население с 2004 года отсутствует.

## История
Упоминается с XVII века как деревня (бывшее село) в составе Подгородного стана Брянского уезда. В XVIII—XIX вв. — владение Алымовых, Веревкиных, Вейтбрехтов и других помещиков.
До 1720 года — деревня в приходе села Вщиж; в 1716—1720 гг. И. Е. Алымовым был построен деревянный храм Спаса Нерукотворного Образа (не сохранился). По названию храма село также называлось Спасское или Ново-Спасское (для отличия от одноимённого села Спасское, Прудки тож, в том же уезде). В XIX веке Алымовы устроили здесь сад с множеством плодово-ягодных культур и оранжерею с тропическими деревьями. В 1894 году была открыта земская школа.
С 1861 по 1929 год входило в состав в Овстугской волости Брянского (с 1921 — Бежицкого) уезда; с 1929 в Жуковском районе. С 1920-х гг. до 1954 года — в Шамординском сельсовете, в 1954—2005 гг. — в Дятьковичском.
В 1964 году к селу была присоединена деревня Чудиново (к востоку от села).
| Годы      | 1866 | 1926 | 1979 | 1989 | 2002 | 2010 |
| --------- | ---- | ---- | ---- | ---- | ---- | ---- |
| Население | 169  | 329  | 51   | 20   | 4    | 0    |